# Hypericum foliosum
Hypericum foliosum, conocido como hipérico brillante o malfurada, es una especie de planta con flores de la familia Hypericaceae. Es un arbusto frondoso endémico de las islas Azores portuguesas, con pétalos amarillo dorado y múltiples tallos. La especie fue descrita por William Aiton en 1789 y posteriormente clasificada en la sección Androsaemum del género Hypericum por Norman Robson en 1984. Tiene un perfil diverso de aceites esenciales, compuesto principalmente por hidrocarburos monoterpénicos, y concentraciones significativas de fenoles y carotenoides con utilidad medicinal. Las poblaciones de la planta son pequeñas, pero colonizan rápidamente áreas despejadas como arboledas, zonas de deslizamientos y depósitos de ceniza volcánica. Es parasitada por hongos y especies de polillas, pero no está considerada en peligro por la UICN. En las Azores, H. foliosum se usa en la medicina tradicional como diurético, hepatoprotector y antihipertensivo. También muestra capacidades in vitro como antibiótico y antioxidante.

## Etimología
El nombre del género Hypericum podría derivar de las palabras griegas hyper (sobre) y eikon (imagen), en referencia a la tradición de colgar la planta sobre iconos religiosos en el hogar. El epíteto específico «foliosum» proviene del latín «foliosus», que significa «hojoso» o «con muchas hojas». En las islas Azores, Hypericum foliosum se conoce como malfurada o furalha. En inglés, se le llama «shining St John's wort» (hipérico brillante).

## Descripción

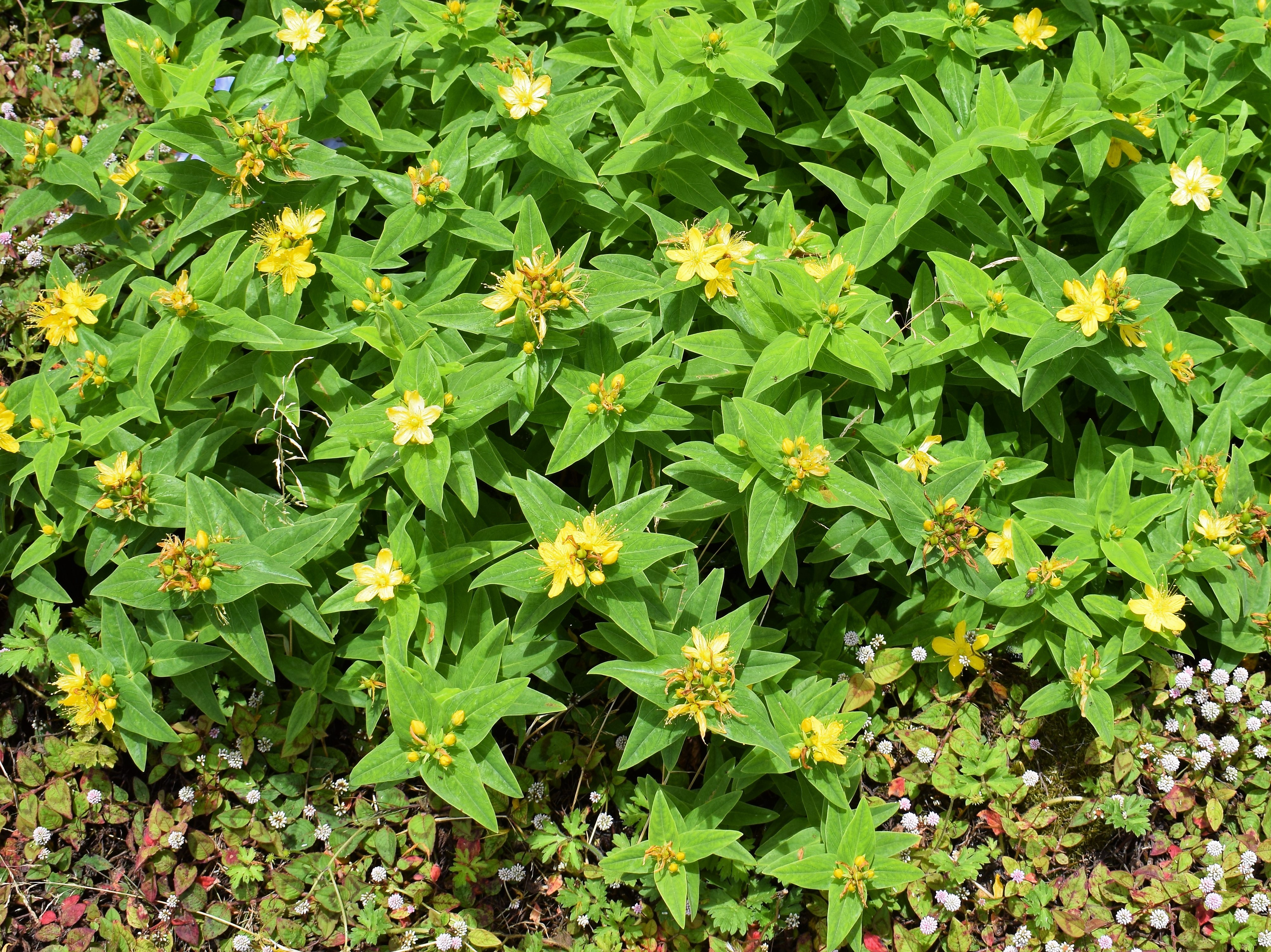
Hypericum foliosum es un arbusto frondoso con múltiples tallos.

Hypericum foliosum es un arbusto perenne que crece entre 50 y 100 centímetros de altura. Puede ser frondoso, con ramas que crecen tanto hacia arriba como hacia afuera desde el centro de la planta. Suele florecer en agosto.

### Estructuras vegetativas
Los tallos presentan muescas (crenación) y son de color marrón amarillento. Son aplanados cuando la planta es joven, pero se vuelven más redondeados al madurar. Están cubiertos por una corteza con crestas longitudinales y hoyos oscuros que contrastan con la superficie más clara. El tallo tiene un ancho promedio de unos 0,35 cm, con aproximadamente 2 cm entre hojas. En sección transversal, se observan cuatro anillos distintos: el más externo es una cutícula gruesa de color marrón rojizo hecha de corcho; los siguientes dos son un córtex externo e interno con canales secretores, haces vasculares, filas de floema y xilema secundario; el anillo más interno está compuesto por médula con granos de almidón en las células.

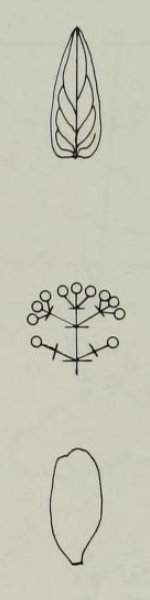
De arriba abajo: hoja, racimo floral y pétalo de H. foliosum

Las hojas se ubican en lados opuestos del tallo y tienen forma de huevo alargado o similar a una lanza. Miden entre 3,5 y 6,0 cm de largo y entre 1 y 3,2 cm de ancho. Su textura es papirácea y son más claras en el envés. Los bordes son lisos, sin muescas, y la punta se estrecha en un ángulo agudo. No tienen pecíolo o este es muy corto. También hay pequeñas estípulas cerca del pecíolo, de color marrón amarillento como los tallos. No hay estomas en la superficie superior de la hoja, pero sí varios tipos de células guardas en el envés. Además, presentan numerosas glándulas de aceite translúcidas dispersas en ambas caras. La vena central está flanqueada por 4–5 pares de venas ascendentes, y la red de venas terciarias menores también es claramente visible. Las hojas contienen clorofila a y clorofila b.

### Estructuras florales
Las flores de Hypericum foliosum se agrupan en racimos de 1–9, con una forma intermedia entre un corimbo y una umbela. Las ramas que sostienen las flores suelen crecer hacia arriba, y el racimo a veces tiene flores accesorias más abajo. Los pedicelos que llevan cada flor miden 0,7–1,2 cm de largo y tienen brácteas pequeñas en forma de lanza. Cada flor tiene un diámetro de 2,5–3,0 cm; en capullo, su forma varía entre un elipsoide y una esfera imperfecta, sin punta afilada. Los sépalos miden generalmente 0,3–0,6 cm de largo y 0,1–0,3 cm de ancho. Se superponen, varían en tamaño incluso en una misma flor y persisten tras la fructificación. Su forma es diversa: pueden ser como una lanza triangular o una elipse aplanada, con extremos romos o puntiagudos. Las glándulas en la superficie de los sépalos están dispuestas en líneas, y hay glándulas densas en los bordes.
Los pétalos son amarillo dorado, sin matices rojizos. Miden 1,2–1,8 cm de largo y 0,5–0,8 cm de ancho, con forma de lanza invertida. Los estambres se agrupan en fascículos de 20–30, los más largos de 1,2–1,8 cm. El ovario es ovalado, con estilos de 0,5–1,0 cm de largo y estigmas que terminan en una cabeza estrecha y distintiva. La cápsula de semillas mide 0,8–1,3 cm de largo y 0,7–1,0 cm de ancho, con forma cilíndrica ancha y un extremo romo o puntiagudo. Comienza algo carnosa, pero se seca rápidamente y se abre, aunque a veces solo parcialmente. Las semillas son marrón amarillento y tienen apéndices en forma de ala.

### Especies similares
Hypericum foliosum se asemeja más a otras especies de la sección Androsaemum. La mayoría de sus características están entre las de H. grandifolium y H. androsaemum, excepto sus hojas, que son más estrechas que las de ambas. Se distingue de H. grandifolium por sus racimos florales más densos, flores más pequeñas y estilos más cortos. También es muy similar al híbrido Hypericum × inodorum, pero se diferencia por la forma de sus sépalos y cápsulas de semillas.

### Química
Como muchas especies de Hypericum, Hypericum foliosum tiene un perfil diverso de aceites esenciales, con rendimientos de volumen por peso de 0,10–0,25%. El nonano y el limoneno son universalmente dominantes en sus extractos. Otros compuestos como terpinoleno, cariofileno y pineno a veces constituyen un porcentaje significativo del aceite. En general, los hidrocarburos monoterpénicos son más comunes que los sesquiterpenos.
Los fenoles son compuestos químicos producidos por plantas, comunes en productos medicinales. En los extractos de las hojas, los principales compuestos fenólicos son los ácidos cafeoilquínicos y la quercetina. Los tallos y raíces carecen de quercetina, y las cápsulas de semillas no contienen ninguno de los dos. Otro componente químico son los carotenoides, que aportan colores vivos y ayudan en la reproducción. Estos se encuentran más concentrados en hojas, tallos y corteza; las raíces, semillas y flores tienen concentraciones mucho menores.

## Taxonomía
|  | \| \| H. hircinum \| \| \| \| \| \| H. foliosum \| \| \| \| |
|  |                                                             |
|  | H. grandifolium                                             |
|  |                                                             |
|  | H. hircinum                                                 |
|  |                                                             |
|  | H. foliosum                                                 |
|  |                                                             |

|  | H. hircinum |
|  |             |
|  | H. foliosum |
|  |             |

|  | \| \| H. hircinum \| \| \| \| \| \| H. foliosum \| \| \| \| |
|  |                                                             |
|  | H. grandifolium                                             |
|  |                                                             |
|  | H. hircinum                                                 |
|  |                                                             |
|  | H. foliosum                                                 |
|  |                                                             |

|  | H. hircinum |
|  |             |
|  | H. foliosum |
|  |             |

|  | \| \| H. hircinum \| \| \| \| \| \| H. foliosum \| \| \| \| |
|  |                                                             |
|  | H. grandifolium                                             |
|  |                                                             |
|  | H. hircinum                                                 |
|  |                                                             |
|  | H. foliosum                                                 |
|  |                                                             |

|  | H. hircinum |
|  |             |
|  | H. foliosum |
|  |             |

|  | \| \| H. hircinum \| \| \| \| \| \| H. foliosum \| \| \| \| |
|  |                                                             |
|  | H. grandifolium                                             |
|  |                                                             |
|  | H. hircinum                                                 |
|  |                                                             |
|  | H. foliosum                                                 |
|  |                                                             |

|  | H. hircinum |
|  |             |
|  | H. foliosum |
|  |             |

|  | \| \| H. hircinum \| \| \| \| \| \| H. foliosum \| \| \| \| |
|  |                                                             |
|  | H. grandifolium                                             |
|  |                                                             |
|  | H. hircinum                                                 |
|  |                                                             |
|  | H. foliosum                                                 |
|  |                                                             |

|  | H. hircinum |
|  |             |
|  | H. foliosum |
|  |             |

|  | \| \| H. hircinum \| \| \| \| \| \| H. foliosum \| \| \| \| |
|  |                                                             |
|  | H. grandifolium                                             |
|  |                                                             |
|  | H. hircinum                                                 |
|  |                                                             |
|  | H. foliosum                                                 |
|  |                                                             |

|  | H. hircinum |
|  |             |
|  | H. foliosum |
|  |             |

|  | \| \| H. hircinum \| \| \| \| \| \| H. foliosum \| \| \| \| |
|  |                                                             |
|  | H. grandifolium                                             |
|  |                                                             |
|  | H. hircinum                                                 |
|  |                                                             |
|  | H. foliosum                                                 |
|  |                                                             |

|  | H. hircinum |
|  |             |
|  | H. foliosum |
|  |             |

|  | \| \| H. hircinum \| \| \| \| \| \| H. foliosum \| \| \| \| |
|  |                                                             |
|  | H. grandifolium                                             |
|  |                                                             |
|  | H. hircinum                                                 |
|  |                                                             |
|  | H. foliosum                                                 |
|  |                                                             |

|  | H. hircinum |
|  |             |
|  | H. foliosum |
|  |             |

|  | \| \| H. hircinum \| \| \| \| \| \| H. foliosum \| \| \| \| |
|  |                                                             |
|  | H. grandifolium                                             |
|  |                                                             |
|  | H. hircinum                                                 |
|  |                                                             |
|  | H. foliosum                                                 |
|  |                                                             |

|  | H. hircinum |
|  |             |
|  | H. foliosum |
|  |             |

|  | \| \| H. hircinum \| \| \| \| \| \| H. foliosum \| \| \| \| |
|  |                                                             |
|  | H. grandifolium                                             |
|  |                                                             |
|  | H. hircinum                                                 |
|  |                                                             |
|  | H. foliosum                                                 |
|  |                                                             |

|  | H. hircinum |
|  |             |
|  | H. foliosum |
|  |             |

|  | \| \| H. hircinum \| \| \| \| \| \| H. foliosum \| \| \| \| |
|  |                                                             |
|  | H. grandifolium                                             |
|  |                                                             |
|  | H. hircinum                                                 |
|  |                                                             |
|  | H. foliosum                                                 |
|  |                                                             |

|  | H. hircinum |
|  |             |
|  | H. foliosum |
|  |             |

|  | \| \| H. hircinum \| \| \| \| \| \| H. foliosum \| \| \| \| |
|  |                                                             |
|  | H. grandifolium                                             |
|  |                                                             |
|  | H. hircinum                                                 |
|  |                                                             |
|  | H. foliosum                                                 |
|  |                                                             |

|  | H. hircinum |
|  |             |
|  | H. foliosum |
|  |             |

|  | \| \| H. hircinum \| \| \| \| \| \| H. foliosum \| \| \| \| |
|  |                                                             |
|  | H. grandifolium                                             |
|  |                                                             |
|  | H. hircinum                                                 |
|  |                                                             |
|  | H. foliosum                                                 |
|  |                                                             |

|  | H. hircinum |
|  |             |
|  | H. foliosum |
|  |             |

|  | \| \| H. hircinum \| \| \| \| \| \| H. foliosum \| \| \| \| |
|  |                                                             |
|  | H. grandifolium                                             |
|  |                                                             |
|  | H. hircinum                                                 |
|  |                                                             |
|  | H. foliosum                                                 |
|  |                                                             |

|  | H. hircinum |
|  |             |
|  | H. foliosum |
|  |             |

|  | \| \| H. hircinum \| \| \| \| \| \| H. foliosum \| \| \| \| |
|  |                                                             |
|  | H. grandifolium                                             |
|  |                                                             |
|  | H. hircinum                                                 |
|  |                                                             |
|  | H. foliosum                                                 |
|  |                                                             |

|  | H. hircinum |
|  |             |
|  | H. foliosum |
|  |             |

|  | \| \| H. hircinum \| \| \| \| \| \| H. foliosum \| \| \| \| |
|  |                                                             |
|  | H. grandifolium                                             |
|  |                                                             |
|  | H. hircinum                                                 |
|  |                                                             |
|  | H. foliosum                                                 |
|  |                                                             |

|  | H. hircinum |
|  |             |
|  | H. foliosum |
|  |             |

|  | \| \| H. hircinum \| \| \| \| \| \| H. foliosum \| \| \| \| |
|  |                                                             |
|  | H. grandifolium                                             |
|  |                                                             |
|  | H. hircinum                                                 |
|  |                                                             |
|  | H. foliosum                                                 |
|  |                                                             |

|  | H. hircinum |
|  |             |
|  | H. foliosum |
|  |             |

|  | \| \| H. hircinum \| \| \| \| \| \| H. foliosum \| \| \| \| |
|  |                                                             |
|  | H. grandifolium                                             |
|  |                                                             |
|  | H. hircinum                                                 |
|  |                                                             |
|  | H. foliosum                                                 |
|  |                                                             |

|  | H. hircinum |
|  |             |
|  | H. foliosum |
|  |             |

|  | \| \| H. hircinum \| \| \| \| \| \| H. foliosum \| \| \| \| |
|  |                                                             |
|  | H. grandifolium                                             |
|  |                                                             |
|  | H. hircinum                                                 |
|  |                                                             |
|  | H. foliosum                                                 |
|  |                                                             |

|  | H. hircinum |
|  |             |
|  | H. foliosum |
|  |             |

|  | \| \| H. hircinum \| \| \| \| \| \| H. foliosum \| \| \| \| |
|  |                                                             |
|  | H. grandifolium                                             |
|  |                                                             |
|  | H. hircinum                                                 |
|  |                                                             |
|  | H. foliosum                                                 |
|  |                                                             |

|  | H. hircinum |
|  |             |
|  | H. foliosum |
|  |             |

|  | \| \| H. hircinum \| \| \| \| \| \| H. foliosum \| \| \| \| |
|  |                                                             |
|  | H. grandifolium                                             |
|  |                                                             |
|  | H. hircinum                                                 |
|  |                                                             |
|  | H. foliosum                                                 |
|  |                                                             |

|  | H. hircinum |
|  |             |
|  | H. foliosum |
|  |             |

|  | \| \| H. hircinum \| \| \| \| \| \| H. foliosum \| \| \| \| |
|  |                                                             |
|  | H. grandifolium                                             |
|  |                                                             |
|  | H. hircinum                                                 |
|  |                                                             |
|  | H. foliosum                                                 |
|  |                                                             |

|  | H. hircinum |
|  |             |
|  | H. foliosum |
|  |             |

|  | \| \| H. hircinum \| \| \| \| \| \| H. foliosum \| \| \| \| |
|  |                                                             |
|  | H. grandifolium                                             |
|  |                                                             |
|  | H. hircinum                                                 |
|  |                                                             |
|  | H. foliosum                                                 |
|  |                                                             |

|  | H. hircinum |
|  |             |
|  | H. foliosum |
|  |             |

|  | \| \| H. hircinum \| \| \| \| \| \| H. foliosum \| \| \| \| |
|  |                                                             |
|  | H. grandifolium                                             |
|  |                                                             |
|  | H. hircinum                                                 |
|  |                                                             |
|  | H. foliosum                                                 |
|  |                                                             |

|  | H. hircinum |
|  |             |
|  | H. foliosum |
|  |             |

|  | \| \| H. hircinum \| \| \| \| \| \| H. foliosum \| \| \| \| |
|  |                                                             |
|  | H. grandifolium                                             |
|  |                                                             |
|  | H. hircinum                                                 |
|  |                                                             |
|  | H. foliosum                                                 |
|  |                                                             |

|  | H. hircinum |
|  |             |
|  | H. foliosum |
|  |             |

|  | \| \| H. hircinum \| \| \| \| \| \| H. foliosum \| \| \| \| |
|  |                                                             |
|  | H. grandifolium                                             |
|  |                                                             |
|  | H. hircinum                                                 |
|  |                                                             |
|  | H. foliosum                                                 |
|  |                                                             |

|  | H. hircinum |
|  |             |
|  | H. foliosum |
|  |             |

|  | \| \| H. hircinum \| \| \| \| \| \| H. foliosum \| \| \| \| |
|  |                                                             |
|  | H. grandifolium                                             |
|  |                                                             |
|  | H. hircinum                                                 |
|  |                                                             |
|  | H. foliosum                                                 |
|  |                                                             |

|  | H. hircinum |
|  |             |
|  | H. foliosum |
|  |             |

|  | \| \| H. hircinum \| \| \| \| \| \| H. foliosum \| \| \| \| |
|  |                                                             |
|  | H. grandifolium                                             |
|  |                                                             |
|  | H. hircinum                                                 |
|  |                                                             |
|  | H. foliosum                                                 |
|  |                                                             |

|  | H. hircinum |
|  |             |
|  | H. foliosum |
|  |             |

|  | \| \| H. hircinum \| \| \| \| \| \| H. foliosum \| \| \| \| |
|  |                                                             |
|  | H. grandifolium                                             |
|  |                                                             |
|  | H. hircinum                                                 |
|  |                                                             |
|  | H. foliosum                                                 |
|  |                                                             |

|  | H. hircinum |
|  |             |
|  | H. foliosum |
|  |             |

|  | \| \| H. hircinum \| \| \| \| \| \| H. foliosum \| \| \| \| |
|  |                                                             |
|  | H. grandifolium                                             |
|  |                                                             |
|  | H. hircinum                                                 |
|  |                                                             |
|  | H. foliosum                                                 |
|  |                                                             |

|  | H. hircinum |
|  |             |
|  | H. foliosum |
|  |             |

|  | \| \| H. hircinum \| \| \| \| \| \| H. foliosum \| \| \| \| |
|  |                                                             |
|  | H. grandifolium                                             |
|  |                                                             |
|  | H. hircinum                                                 |
|  |                                                             |
|  | H. foliosum                                                 |
|  |                                                             |

|  | H. hircinum |
|  |             |
|  | H. foliosum |
|  |             |

|  | \| \| H. hircinum \| \| \| \| \| \| H. foliosum \| \| \| \| |
|  |                                                             |
|  | H. grandifolium                                             |
|  |                                                             |
|  | H. hircinum                                                 |
|  |                                                             |
|  | H. foliosum                                                 |
|  |                                                             |

|  | H. hircinum |
|  |             |
|  | H. foliosum |
|  |             |

La especie fue descrita formalmente como Hypericum foliosum en 1789 en la revista botánica Hortus Kewensis por William Aiton. En esta descripción original, basada en el espécimen tipo recolectado en São Miguel en 1777, Aiton destacó los pétalos largos y el cáliz agudo como rasgos distintivos. Augustin Pyramus de Candolle mantuvo la nomenclatura de Aiton en 1824, al igual que otros autores durante el siglo XIX.
Norman Robson incluyó la especie en un ensayo sobre Hypericum para la obra Flora Europaea de 1968. La analizó más a fondo en 1984 como parte de su monografía del género. Un estudio de 2013 utilizó inferencia bayesiana para establecer la filogenia y relaciones cercanas de las especies de Hypericum. La sección Androsaemum, que incluye a Hypericum foliosum, se ubicó en un taxón del Viejo Mundo llamado «grupo Androsaemum» junto con otras secciones. El estudio también determinó que H. foliosum está más emparentado con Hypericum hircinum.

## Ecología
Hypericum foliosum es endémico de las islas Azores en el Atlántico Norte, donde se encuentra en todas las islas. Habita en los bosques de laurel y enebro del archipiélago, especialmente en áreas sombreadas y húmedas de regiones montañosas a altitudes de 220–800 metros. También crece en rodales de árboles Pittosporum y coloniza rápidamente depósitos de ceniza volcánica. En general, es eficiente para colonizar áreas recientemente despejadas, como claros artificiales y sitios de deslizamientos. Las poblaciones en un lugar suelen estar formadas por pocos ejemplares.
Varios parásitos afectan las hojas de H. foliosum. El hongo de roya Melampsora hypericorum aparece como pústulas que dañan la superficie de la hoja. Las larvas de la polilla Caloptilia aurantiaca excavan en las hojas y luego viven bajo la punta doblada de la lámina.
H. foliosum no está directamente amenazado por la competencia con especies invasoras ni por acciones humanas; fue clasificado como Preocupación Menor por la UICN en 2016. Sin embargo, se ha estudiado como modelo para usar la micropropagación como método de conservación en las Azores. Este método se ha empleado antes en Hypericum perforatum y Hypericum canariense. Un solo nudo de la especie propagado así puede producir 2–4 nuevas plantas en unos cuatro meses.

## Usos
Aunque hasta 2011 no se registraron usos farmacológicos oficiales de Hypericum foliosum, los habitantes de las Azores describen su uso en la medicina tradicional de manera similar a otras especies del género. Algunas aplicaciones derivan de sus propiedades diuréticas, hepatoprotectoras y antihipertensivas. A pesar de tener mayor actividad fenólica que H. undulatum y H. androsaemum, estas dos especies son igual o más comunes en los mercados medicinales portugueses. H. foliosum ha mostrado efectos in vitro como antibiótico contra bacterias infecciosas como Staphylococcus aureus. Sus aceites de carotenoides y fenoles le otorgan propiedades antioxidantes, siendo más efectivos en las partes inferiores como tallo, corteza y raíces.